# Карън Молине
Карън Молине (на английски: Karen Moline) е американска журналистка и писателка на бестселъри в жанра любовен роман и документалистика.

## Биография и творчество
Карън Молине е родена през 1955 г. в Чикаго, Илинойс, САЩ. Израства в Бъфало, Ню Йорк; Уайт Плейнс, Ню Йорк; и Сан Хосе, Калифорния. Следва в Чикагския университет и една година прави дипломна работа в Сорбоната в Париж. След дипломирането си работи като редактор в малкото британско издателство „Падингтън Прес“, а след това в издателство „Дилайла Комуникейшънс“, специализирано в областта на книги за музиката и поп културата.
Работата ѝ като редактор ѝ дава увереност и опит, за да започне да пише самостоятелно. Първоначално пише материали за по-основните списания и вестници. В средата на 80-те живее в Лондон и публикува първите си документални книги – „Streisand: Through the Lens“ (за Барбара Стрейзанд) и „Bob Hoskins: An Unlikely Hero“ (за Боб Хоскинс).
След завръщането си в Ню Йорк започва да пише както за различни вестници и списания, и като призрачен писател от името на различни известни личности.
Първият ѝ самостоятелен роман „Обяд“ е публикуван през 1994 г. Вторият ѝ роман „Беладона“, вдъхновен от произведенията на Маркиз дьо Сад, е публикуван през 1998 г. Той е закупен от издателството за седемцифрена сума и ѝ дава възможност да се посвети изцяло на писателската си кариера.
Карън Молине живее в Ню Йорк със сина си Емануел Танг Санг, осиновен през 2001 г. в Да Нанг, Виетнам.

## Произведения

### Самостоятелни романи
- Lunch (1994)
Обяд, изд.:„Весела Люцканова“, София (1995), прев. Вихра Манова
- Belladonna (1998)
Беладона, изд.:„Весела Люцканова“, София (2003), прев. Светлана Комогорова – Комо

### Сборници
- Big Night Out (2002) – с Джесика Адамс, Маги Алдерсон, Кандис Бушнел, Джоан Колинс, Ник Ърлс, Имоджен Едуардс-Джоунс, Ник Хорнби, Мариан Кийс и Патрик Нийти

### Документалистика
- Streisand: Through the Lens (1984)
- Bob Hoskins: An Unlikely Hero (1988)
- The Bird Flu Pandemic: Can It Happen? Will It Happen? How to Protect Yourself And Your Family If It Does (2006) – с Джефри Грийн
- Good-Enough Mother: The Perfectly Imperfect Book of Parenting (2007) – с Рене Сайлър
- The Beauty Quotient Formula (2010) – с д-р Робърт М. Торнамбе
- Sh*tty Mum (2012) – с Лори Килмартин, Алисия Ибарбо и Мери Ан Зелнър
- The New Naked: The Ultimate Sex Education for Grown-Ups (2014) – с Хари Фиш

### Като призрачен писател
- Dirty Dancing: How To Do It
- Callanetics Fit Forever
- Super Callanetics
- Being Married Happily Forever
- Makeup Your Mind – за козметиката
- Unblemished – съвети за дерматологията
- Nanny 911 – за бавачките Деб и Стела
- 10 Minutes, 10 Years – съвети за дерматологията
- Today's Moms
- The Brown Fat Revolution
- The Holiday Goddess Handbag Guide To Paris, New York, London And Rome – за излетите с децата
- The 7-minute back pain solution